# Otroeda cafra
Otroeda cafra är en fjärilsart som beskrevs av Dru Drury 1782. Otroeda cafra ingår i släktet Otroeda och familjen tofsspinnare. Inga underarter finns listade i Catalogue of Life.